# سيكو فاديغا
سيكو فاديغا (بالإنجليزية: Sékou Fadiga) هو لاعب كرة قدم ساحل العاج سابق، يشغل مركز الوسط.

## مسيرته الرياضية
بدأ سيكو فاديغا مسيرته الكروية في نادي AS Denguélé في ساحل العاج، حيث أظهر مهاراته كلاعب وسط قادر على توزيع اللعب والمساهمة في الهجمات. بعد ذلك، انتقل للعب خارج بلاده حيث انضم إلى اتحاد عنابة في الجزائر، وشارك مع الفريق في عدد من المباريات الرسمية.
في عام 2011، انتقل إلى النادي الأهلي (طرابلس) الليبي، قبل أن ينضم لاحقًا إلى نادي السالمية في الكويت، حيث سجل مع الفريق 2 هدف خلال 13 مباراة رسمية.

## مشاركاته الدولية
مثل فاديغا منتخب ساحل العاج تحت 23 سنة في عدة مباريات رسمية ودية ورسمية، مما أكسبه خبرة دولية واسعة وأسهم في تطوير مستواه كلاعب وسط.

## وصلات خارجية
- اللاعب سيكو فاديغا على موقع كووورة.